# Mognéville
Mognéville är en kommun i departementet Meuse i regionen Grand Est (tidigare regionen Lorraine) i nordöstra Frankrike. Kommunen ligger i kantonen Revigny-sur-Ornain som tillhör arrondissementet Bar-le-Duc. År 2022 hade Mognéville 359 invånare.

## Befolkningsutveckling
Antalet invånare i kommunen Mognéville
| Referens: INSEE |